# Mont Moriah
« Moriah » redirige ici. Pour l’article homophone, voir Moria.
Pour l’article homonyme, voir Mont Moriah (Nevada).

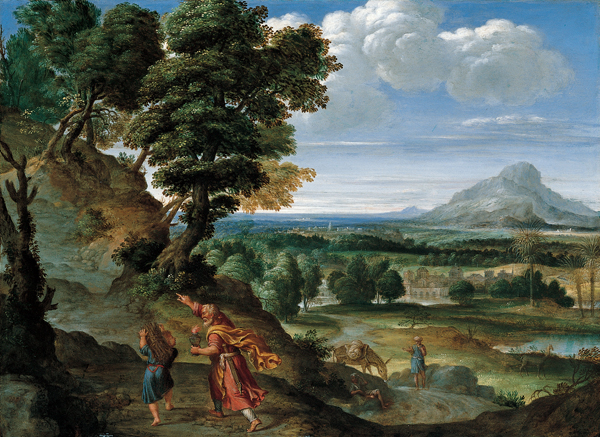
Abraham s'apprête à offrir son fils Isaac en holocauste sur le Mont Moriah.

Le mont Moriah (en hébreu, מוריה, Mōriyyā, « ordonné/considéré par YHWH »), également connu sous le nom de mont Sion, est un massif montagneux désigné dans le Livre de la Genèse comme l'emplacement de la ligature d'Isaac. 

## Texte
« Dieu dit : « Prends ton fils, ton unique, celui que tu aimes, Isaac, va au pays de Moriah, et là tu l’offriras en holocauste sur la montagne que je t’indiquerai. » »

— Livre de la Genèse, chapitre 22, verset 2

« Le roi Salomon commence à construire le temple du Seigneur à Jérusalem, sur la montagne de Moria. »

— Chroniques II, 3.1

## Localisation
La tradition juive y voit l'actuel Rocher de la fondation de 768 mètres d'altitude, situé au sommet du mont du Temple, qui se trouve actuellement sous le dôme du Rocher et qui, à l'époque du temple de Jérusalem aurait formé l'assise du Saint des saints. Mais la tradition samaritaine, elle, associe le mont Moriah au mont Gerizim, la montagne sacrée des samaritains, où se serait réellement déroulé la ligature d'Isaac. Aucune preuve archéologique ne vient cependant étayer aucune des deux thèses.

## Interprétation
Rachi explique que la terre de Moriah, c'est Jérusalem, comme il ressort des Chroniques. « Ce mont Moriah », continue Rachi, « est la montagne où Israël a reçu un enseignement des Prophètes comme il est dit dans le Psaume ».
La leçon de Rachi sur ce verset est tirée du Talmud (Taanit 16a). Deux Amorayim (sages du Talmud), Rabbi Lévi bar 'Hama et Rabbi 'Hanina, expliquent différemment le mot « Moriah ». L'un dit qu'il s'agit d'un endroit où un enseignement a été donné à Israël, l'autre d'un endroit où la crainte a été inspirée aux idolâtres.
Dans ce cas, Moriya peut vouloir dire « crainte de Dieu » ou « enseignement de Dieu ».